# Ján Sladkovský
Ján Sladkovský (* 5. února 1947) je bývalý slovenský fotbalista.

## Fotbalová kariéra
V československé lize hrál za Inter Bratislava. Nastoupil v 29 ligových utkáních a dal 1 ligový gól. Do Interu přestoupil z LVS Poprad.

## Ligová bilance
| Ročník                                   | Zápasy | Góly | Minuty | Klub             |
| ---------------------------------------- | ------ | ---- | ------ | ---------------- |
| 1. československá fotbalová liga 1968/69 | 1      | 0    | 48     | Inter Bratislava |
| 1. československá fotbalová liga 1969/70 | 25     | 1    | 1 623  | Inter Bratislava |
| 1. československá fotbalová liga 1970/71 | 3      | 0    | 194    | Inter Bratislava |
| CELKEM 1. liga                           | 29     | 1    | 1 865  |                  |